# Sarianna Salminen
Sarianna Salminen (* 1964 in Tampere, Finnland) ist eine finnische Opernsängerin (Sopran) und Schauspielerin, die vor allem in Deutschland auftritt.

## Leben
Salminen besuchte das Musikkonservatorium in ihrer finnischen Heimatstadt Tampere, ehe sie eine zwölfjährige Ausbildung zur klassischen Balletttänzerin absolvierte. Als Jugendliche sammelte sie erste Schauspielerfahrungen im Tampereen Teatteri und Työväen Teatteri. Auch belegte sie ein Studium an der Sibelius-Akademie in Helsinki. Sarianna Salminen spielte 1986 die Hauptrolle im bekannten finnischen Spielfilm VY – Vihdoinkin yhdessä. Am Opernhaus Zürich ist sie seit einigen Jahren immer wieder Gastsolistin. Von 2001 bis 2005 sowie im Sommer 2009 war sie als musikalische Gastsolistin in der Fernsehshow der Elblandfestspiele Wittenberge im rbb-Fernsehen und MDR-Fernsehen zu sehen.
Sie ist seit Oktober 2009 mit dem Heldentenor und Kammersänger René Kollo liiert und lebt mit ihm in Berlin.

## Oper (Auswahl)
- 2000–2001 – Deutsche Oper am Rhein Düsseldorf-Duisburg – Die Fledermaus (Rolle: Rosalinde)
- 2001 – Theater Dortmund – Die Zauberflöte (Rolle: Pamina)
- 2004–2006 – Mecklenburgisches Staatstheater Schwerin – La Bohème (Rolle: Mimi), Die Zauberflöte (Rolle: Pamina), Gräfin Mariza (Rolle: Mariza), Francis Poulenc: Dialogues des Carmélites in deutscher Sprache, (Rolle: Blanche)

Außerdem war Sarianna Salminen an folgenden Theatern im Opernfach engagiert:
- Hessisches Staatstheater Wiesbaden – u. a. Don Carlos (Rolle: Tebaldo) und Die Walküre (Rolle: Ortlinde).
- Opernhaus Wuppertal – Charles Gounod: Roméo et Juliette – Roméo et Juliette(Titelrolle Julia)
- Int. Opernstudio Zürich – Deidamia (Rolle: Achille) und Gaetano Donizettis Rita (Titelrolle)
- Theater Hof in verschiedenen Rollen im Fach des lyrischen Soprans